# اریش بیر
اریش بیر (به آلمانی: Erich Beer) بازیکن فوتبال و هافبک اهل آلمان است که از سال ۱۹۷۵ میلادی عضو تیم ملی فوتبال آلمان بوده‌است. وی در ۲۴ بازی ملی حضور داشته است و آخرین بازی ملی خود را در سال ۱۹۷۸ میلادی انجام داد. اریش بیر در بازی‌های ملی‌اش ۷ گل به ثمر رساند.